# Кинтё
Стадион «Кинтё» (яп. キンチョウスタジアム Кинтё: Сутадзиаму) — регбийный и футбольный стадион, расположенный в городе Осака одноимённой префектуры, Япония. Вместе со стадионом «Нагай» входит в спортивный комплекс «Нагай». Стадион был открыт в 1987 году и на данный момент вмещает 20 500 зрителей. После реконструкции в 2010 году стадион стал домашней ареной клуба Джей-лиги Сересо Осака.